# Arhiducatul Austriei
Arhiducatul Austriei (în germană Erzherzogtum), numit până în 1453 Ducatul Austriei, a fost o feudă a Sfântului Imperiu Roman (feudă imperială). Această unitate feudală a existat până la sfârșitul imperiului în 1806, fiind împărțită din punct de vedere legislativ încă din secolul al XIII-lea în Austria „ob der Enns” și Austria „unter der Enns”, care au devenit ulterior landurile austriece actuale Austria Superioară și Austria Inferioară.

## Evoluția istorică
Ducatul Austriei a apărut în sensul dreptului funciar și al dreptului feudal în 1156 în timpul Dietei ținute la Regensburg, când Marca Austria (numită Ostarrichi și Ostarrîchi, în latină Marcha orientalis) a fost separată de Ducatul Bavariei și ridicată la statut de ducat independent teritorial. Documentul emis de împăratul Frederic I Barbarossa la Regensburg, numit ulterior Privilegium minus, conținea un set de privilegii, parțial pentru primul cuplu ducal care era înfeudat cu acest teritoriu, respectiv Henric al II-lea (supranumit Jasomirgott) aparținând Casei de Babenberg și a doua sa soție Teodora Comnena, și parțial pentru urmașii acestora, privilegii prin care erau despăgubiți pentru renunțarea simultană la Ducatul Bavaria.
În 1192, familia de Babenberg a dobândit și Ducatul Stiriei, numit după orașul Steyr din regiuneaTraungau (pe valea râului Traun), dar linia masculină a familiei s-a stins în 1246. Pentru o scurtă perioadă de timp Stiria a aparținut Ungariei, perioadă în care Ottokar al II-lea al Boemiei a dobândit Ducatul Austriei și regiunea Traungau. Cu această ocazie regiunile vestice ale Austriei s-au unit cu regiunea Traungau și au format un land independent, Austria „ob der Enns”, în timp ce regiunile de la est de Enns au fost denumite Austria „unter der Enns”.
Din punct de vedere juridic ambele teritorii au continuat să formeze o singură feudă. În 1282 familia de Habsburg a primit întreaga feudă, astfel încât toți Habsburgii, nu doar cei conducători, au purtat titlul de duce. În 1358-1359 ducele Rudolf  al IV-lea a făcut o încercare de a-și îmbunătăți poziția în imperiu, producând niște documente falsificate, numite ulterior Privilegium maius. Acesta prevedea pentru suveranul austriac titlul de „Arhiduce Palatinal”. Documentele au fost prezentate inițial împăratului Carol al IV-lea, dar acesta nu le-a recunoscut.
În 1442 regele romano-german Frederic al III-lea a confirmat prevederile Privilegium maius, iar în 1453 după ce fusese încoronat ca împărat, el l-a reconfirmat în favoarea fratelui său Albert al VI-lea, incluzând în același timp o extensie esențială care se referea în principal la titlul de „Arhiduce” pe care de atunci l-au purtat toți Habsburgii.
Arhiducele Austriei a pretindea a avea primul rang în imperiu după principii electori. El conducea consiliul imperial în timpul deliberărilor (directorium agens) ce aveau loc la Dieta imperială. Pretenția sa de a conduce grupul principilor laici a eșuat datorită opoziției principelui Bavariei, care a păstrat această poziție, motiv pentru care în mod curios arhiducele austriac a condus grupul ecleziastic chiar dacă era prinț imperial laic.
Unitatea celor două teritorii care formau Arhiducatul Austriei a fost păstrată și în timpul diferitelor divizări teritoriale habsburgice (vezi Monarhia habsburgică). În acest context, cele două landuri separate de râul Enns au format sub acest aspect grupul landurilor inferioare austriece și au fost avut aceeași guvernare. În cursul reformelor administrative din timpul Mariei Terezia, a dispărut această administrare comună. Odată cu sfârșitul Sfântului Imperiu Roman în 1806 a dispărut și feuda numită Austria, pierzându-se ultimele legături speciale dintre aceste teritorii separate de râul Enns. Cele două arhiducate au format două landuri independente ale Coroanei în monarhia habsburgică până la sfârșitul acesteia în 1918.